# スハイル・シャヒーン
ムハンマド・スハイル・シャヒーン（パシュトー語: محمد سہیل شاہین、英語: Muhammad Suhail Shaheen、生年不詳）は、ターリバーンのスポークスパーソン。会見ではパシュトー語のほか、英語を流暢に話す。